# Traminda
Traminda là một chi bướm đêm thuộc họ Geometridae.